# Francis Millard
Francis Millard (Massachussets, Estados Unidos, 31 de mayo de 1914-19 de octubre de 1958) fue un deportista estadounidense especialista en lucha libre olímpica donde llegó a ser subcampeón olímpico en Berlín 1936.

## Carrera deportiva
En los Juegos Olímpicos de 1936 celebrados en Berlín ganó la medalla de plata en lucha libre olímpica estilo peso pluma, tras el finlandés Kustaa Pihlajamäki (oro) y por delante del sueco Gösta Frändfors (bronce).